# Capparimyia mirabilis
Capparimyia mirabilis är en tvåvingeart som beskrevs av De Meyer och Amnon Freidberg 2005. Capparimyia mirabilis ingår i släktet Capparimyia och familjen borrflugor.
Artens utbredningsområde är Etiopien. Inga underarter finns listade.